# Lensink Peak
Lensink Peak är en bergstopp i Antarktis. Den ligger i Östantarktis. Australien gör anspråk på området. Toppen på Lensink Peak är 1 681 meter över havet.
Terrängen runt Lensink Peak är huvudsakligen lite kuperad. Trakten är obefolkad. Det finns inga samhällen i närheten. 